# Мильцы (Волынская область)
Мильцы (укр. Мильці) — село в Сереховичевской сельской общине Ковельского района Волынской области Украины.
До 2020 года входило в Старовыжевский район.
Код КОАТУУ — 0725085402. Население по переписи 2001 года составляет 190 человек. Почтовый индекс — 44434. Телефонный код — 3346. Занимает площадь 0,977 км².

## Достопримечательность
- Свято-Николаевский Мылецкий мужской монастырь